# طحنون بن محمد آل نهيان
طحنون بن محمد آل نهيان (1942 - 1 مايو 2024)، كان ممثل الحاكم في المنطقة الشرقية لإمارة أبوظبي، الإمارات العربية المتحدة. وشغل سابقاً منصب نائب رئيس المجلس التنفيذي لإمارة أبوظبي، ورئيس مجلس إدارة شركة بترول أبوظبي الوطنية، ونائب رئيس المجلس الأعلى للبترول. في نوفمبر 2018، أعيد تسمية الطريق الواصل من العين إلى دبي باسمه تكريماً له.
وهو صهر الشيخ زايد بن سلطان آل نهيان حيث تزوج الشيخ زايد من شقيقته الشيخة حصة.

## حياته
كان الشيخ طحنون من القلّة التي رافقت الشيخ زايد بن سلطان آل نهيان، ، وكان ممثلاً للحاكم في منطقة العين بدوره، وقد كان ممن وضع فيهم الشيخ زايد ثقته فعينه في الحادي عشر من سبتمبر عام 1966 في أول مناصبه الرسمية رئيساً لدائرة الزراعة ورئيساً لبلدية العين بعد شهر من تولي الشيخ زايد مقاليد الحكم في إمارة أبوظبي.
كان من العاملين مع الشيخ زايد على المشروع الاتحادي الذي توّج في الثاني من ديسمبر عام 1971 م بإعلان دولة الاتحاد، وقد شغل قبلها منصب وزير البلديات والزراعة منذ الأول من يوليو لعام 1971 كما عُين ممثلاً للحاكم في المنطقة الشرقية لإمارة أبوظبي في يوم التاسع من أغسطس من نفس العام.
وفي الثامن من يوليو لعام 1972 صدر مرسوم أميري يقضي بتعيين طحنون بن محمد عضواً في مجلس إدارة صندوق أبوظبي للإنماء والاقتصاد العربي (صندوق أبوظبي للتنمية حالياً) ورئيساً لشركة بترول أبوظبي الوطنية (أدنوك) في عام 1973م.
في عام 1974 صدر مرسومًا بتعيينه رئيساً لدائرة البلدية والزراعة في العين، ومع تأسيس مجلس إدارة مؤسسة أبوظبي للاستثمار كان عضو في مجلس إدارة المؤسسة وجددت عضويته في عام 1980م.
وفي عام 1977 أصبح نائباً لرئيس المجلس التنفيذي لإمارة أبوظبي ورئيس لدائرة الزراعة والبلديات في العين كما عيٌنه رئيس الدولة عضواً في المجلس الأعلى للبترول في عام 1988م .

## وفاته
توفي في 1 مايو 2024 وأعلن ديوان الرئاسة الحداد الرسمي وتنكيس الأعلام لمدة سبعة أيام.

## حياته الخاصة
تزوج من الشيخة شمسة بنت زايد آل نهيان ولديه من الأبناء:
- الشيخ سعيد بن طحنون آل نهيان
- الشيخ حمد بن طحنون آل نهيان
- الشيخ سلطان بن طحنون آل نهيان
- الشيخ منصور بن طحنون آل نهيان
- الشيخ أحمد بن طحنون آل نهيان
- الشيخ هزاع بن طحنون آل نهيان
- الشيخ محمد بن طحنون آل نهيان
- الشيخ ذياب بن طحنون آل نهيان
- الشيخ خليفة بن طحنون آل نهيان
- الشيخ زايد بن طحنون آل نهيان